# Johann Samuel Stryk

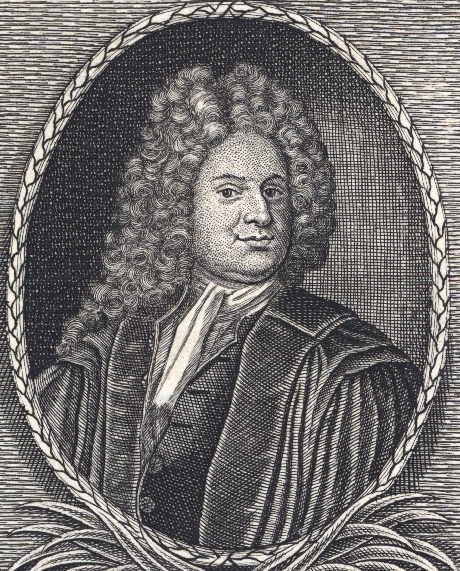
Johann Samuel Stryk

Johann Samuel Stryk (auch: Stryck; * 12. März 1668 in Frankfurt (Oder); † 11. Juni 1715 in Halle (Saale)) war ein deutscher Rechtswissenschaftler.

## Leben
Der einzige Sohn des Samuel Stryk wurde in frühster Jugend durch Privatlehrer ausgebildet. 1684 bezog er das Akademische Gymnasium Danzig. Dort trat er mit einer Oration de vita & laude Justiniani sacratessimi Imperatoris valediciret hervor. 1686 schickte ihn sein Vater auf die Universität Wittenberg, wo er sich nach seiner Immatrikulation am 25. Oktober zunächst den philosophischen Grundwissenschaften widmete, um sich für ein juristisches Studium vorzubereiten. So besuchte er die Vorlesungen in  Philosophie, widmete sich den Literaturwissenschaften und der Geschichte. Nebenher frequentierte er auch die Vorlesungen an der juristischen Fakultät bei Johann Heinrich von Berger.
Nachdem er unter Georg Kaspar Kirchmaier mit de auro obryzo & agento pusulato disputiert hatte, kehrte er 1688 zu seinem Vater nach Frankfurt an der Oder zurück. Dort widmete er sich vornehmlich bei seinem Vater den Rechtswissenschaften. Als dieser nach Wittenberg ging, folgte er ihm und war dort der erste Responent, der unter seinem Vater mit dissensu sponsalito disputierte. Nachdem er 1691 unter die juristischen Kandidaten aufgenommen war, absolvierte er eine Bildungsreise, die ihn an die Universität Groningen, die Universität Franeker, die Universität Leiden, die Universität Utrecht und die Alte Universität Duisburg führte. Dort hatte er sich mit den Gelehrten seiner Zeit bekannt gemacht.
Er hatte noch einige Städte am Rhein und Main besucht, traf in Regensburg auf Konrad Samuel Schurzfleisch und Johann Christoph Wichmannshausen, mit denen er nach Italien reiste. So lernte er Rom, Venedig, Genua, Mailand und Florenz kennen. Auch mit den Gelehrten dort pflegte er Umgang. Vor allem Antonio Magliabechi machte ihn mit dem Codex Pandectarum florentinus vertraut. Über Basel und Regensburg gelangte er zurück nach Wittenberg. Da er bereits in Rom erfahren hatte, das man seinem Vater eine glänzende Professur an der Universität Halle angetragen hatte und ihm eine außerordentliche Professur anbot, erwarb er am 10. Dezember 1692 mit der Inauguraldissertation de matrimonii nulliate das Lizentiat der Rechte.
Am 14. Dezember hatte er sich nach Halle begeben, wo er am 1/(12). Juli 1694 als einer der ersten unter seinem Vater zum Doktor der Rechte promovierte. Am 12. Oktober 1694 wurde er ordentlicher Professor an der juristischen Fakultät, stieg 1696 in die vierte Professur auf, wurde 1702 Hofrat der Witwe des Herzogs von Sachsen-Eisenach und war 1710 in die dritte juristische Professur aufgestiegen. In den Jahren 1703/04 sowie 1711/12 war er Prorektor der Hallenser Alma Mater. Nach langwieriger Krankheit, die mit Schlafsucht begleitet war, verstarb er.

## Wirken
Stryk, der die letzten Teile des usus modernus seines Vaters herausgegeben hatte, hat sich viel mit Kirchen- und Eherecht beschäftigt. So trat er 1702 mit der Dissertation de jure sabbati in Erscheinung. In dieser vertrat er die Meinung, dass die Sonntagsfeier ein im neuen Bunde veraltetes Zeremonialgesetz sei. Aufgrund dieser Behauptung musste er sich mit dem Juristen Georg Beyer (1665–1714) und auch vier Theologen auseinandersetzen. Mit seinem Bestreben, den Sonntag als unheiligen Tag zu deklarieren, hatte er allerdings wenig Erfolg. Noch heute hat sich der Sonntag als freier Tag in Deutschland erhalten.
Wesentlich nachhaltiger hat sich seine Dissertation de reliquiis sacramenti in matrimonialibus ausgewirkt. Hierin vertritt er die These, dass die Ehe eine rein weltliche Angelegenheit wäre. Die weitere Entwicklung dieser These führte zur Entmachtung der Konsistorien in Eherechtsfragen und schließlich 1874 zur Einführung der standesamtlichen Trauungen. Er ist somit ein Wegbereiter des heutigen Eherechts.

## Familie
Stryk war zwei Mal verheiratet. In erster Ehe hatte er am 15. Februar 1694 Marie Katharine (27. August 1678 in Wolfenbüttel; † 22. November 1700 in Halle), die Tochter des Fürstlich Braunschweig-Lüneburgschen Vizekanzler Caspar Alexander, geheiratet. Nach ihrem Tod heiratete er am 16. Januar 1708 Elenora Sophie, die Tochter des Juristen und Syndikus der Ritterschaft von Bremen und Verden Burkard Uffelmann. Beide Ehen blieben kinderlos. Seine Witwe heiratete einen Freiherrn von Schell.

## Werkauswahl
- Justiani Institutiones juris cum notis. Halle 1689
- Fundamenta Juris Justinianei ad ordinem Institutionum succinctis aphorismis proposita. Halle 1695
- Brunnemanns Anleitung zum Inquifitions-Proceß. Halle 1697
- Fundamenta Institutionum Imperialium. Halle 1699
- Brunnemanni exercitationes Justinianeae. Halle 1699
- Antonii Jus feudale auctum. Halle 1699
- Bedenken von Injurien – Processen. Leipzig 1701
- De jure Sabbarbi. Frankfurt 1703
- Meletemata de juramentis. 1707
- Culpisii Collegium Grotianum.
- De reliquiis sacramenti in matrimonialibus. Halle 1724
- De jure liciti, sed non bonesti. Halle 1734

### Disputationen
- de Potentiore cessionario. 1693
- de rogatione futura dispositionis. 1694
- de loco solutionis. 1694
- de sententia contra fiscum ferenda. 1693
- de jurisprudentia Apostoli Pauli. 1695, 1705
- de confirmatione Pricipis. 1695
- de jure cataracterum. 1696
- de obsequii remissione. 1696
- de juramenti calumniae remissione. 1697
- de sanctitate residentarium. 1697
- de processu antiquo juris rom. 1698
- de execrationibus testamentorum. 1698
- de remediis contra rem judicatam. 1698
- Aureae Bulle controversia potiores. 1699
- de allegatione propriae turpitudinis. 1700
- de condictione triticiaria. 1700
- de rejectione ab actis. 1700
- de Hamburgensium testamentis. 1700
- de liberis naturalibus Regum & Principum. 1700
- de jure cratium. 1700
- de potestate clericorum in secularibus. 1700
- de jure prohibendi exstructionem molendini. 1700
- de auro coronario. 1701
- de delatione juramenti in matrimonialbus. 1702
- de jure praefationum. 1702
- de jure bibliothecarum. 1702
- de certioratione jurium renunciaudorum. 1702
- de interrogatoriis ineptis. 1702
- de eo, quod justum est circa juramenta extrajudicialia. 1702
- de jure Apostillae seu Postscripti. 1702
- de praelatione dotis & fisci mutua in concursu creditorum. 1702
- de jure septidini, in specie de septidou processus saxonici. 1702
- de jure singulari foeminarum Hamburgensium. 1702
- de translatione ministrorum ecclesiae. 1706
- de testimo injurato. 1707
- de jure principis circa juramenta. 1704
- de usu inutilium in jure. 1704
- excipiente non confesso. 1704
- de controversiis fori selectis. 1704
- de investitura abusiva. 1704
- de notorio. 1706
- de causis ad Cameram Imperii non appellabilibus. 1705
- de remediis causae vulneratae propter omissis in processu exceptiones. 1705
- de casibus circa legitimam controversis. 1705
- de appelatione non sospensiva in possessorio summariissimo. 1706
- de operis uxorum. 1706
- de controversies fori miscellanies. 1706
- de causa incidence. 1706
- de judicio principis juxta solam facti veritatem. 1707
- de matrimonii jure & institutione. 1707
- de immunitate domini a periculo. 1708
- de concursa juramentorum. 1708
- de officio principis circa pejeraturum. 1708
- de eo, quod justum est civca identitatem. 1709
- de origine & usu jurisdictionis ecclesiasticae. 1710
- de mora judicis. 1710
- de dote non promissa non prastanda. 1710
- de natura sponsaliorum & divisione. 1710
- de officio principis circa seandala. 1710
- de absoluto per sententiam injustam ad effectus civiles non obligato. 1710
- de privelegio appellationis Lubecensis. 1711
- de probatione sponsaliorum & dissolutione. 1711
- de Latis denunciatione. 1711
- de prodominio seudi divecto. 1711
- de qualitate & jure personarum matrimonium contrabentium. 1710
- de jure necetsitatis. 1712
- de praesciptione verum per mare allatarum. 1710
- de cautelis circa quantitatem rei contoversae in progressu civiliobservandis. 1710
- de emendatione progressus forensis. 1712
- de emtione Spei. 1714
- de abolitione principis.
- de natura matrimonii.
- de fine matrimonii.